# Wiczo Dikow
Wiczo Dionisiew Dikow (bułg. Вичо Дионисиев Диков, ur. 2 listopada 1861 w Beidaudzie, zm. 5 maja 1928 w Sofii) – bułgarski i rosyjski wojskowy, generał piechoty, szef sztabu armii bułgarskiej (1907).

## Życiorys
Był synem księdza prawosławnego Dionisie Dikowa. Ukończył szkołę w Tulczy, a w wieku 16 lat jako ochotnik w korpusie gen. Apollona Zimmermana wziął udział w wojnie z Turcją (1877-1878). W 1879 ukończył szkołę wojskową w Sofii i otrzymał przydział do jednostki w Silistrze. W 1883 został skierowany do Rosji, gdzie służył w 54 mińskim pułku piechoty. Po ukończeniu rosyjskiej szkoły dla oficerów powrócił do Bułgarii i objął dowództwo kompanii w 7 presławskim pułku piechoty. W 1885  objął dowództwo pułku, w stopniu kapitana.

## Wojna serbsko-bułgarska
Dowodzony przez Dikowa 7 pułk piechoty wziął udział w bitwie pod Sliwnicą (5-7 listopada 1885), w której bronił wzgórza Vishava przed atakami serbskiej dywizji szumadijskiej. Dikow walczył także w bitwie pod Pirotem, a podległe mu oddziały operowały w rejonie rzeki Graesznicy. Za udział w wojnie Dikow otrzymał Order Waleczności 3 klasy.
W sierpniu 1886 poparł zamach stanu rusofilów przeciwko ks. Aleksandrowi Battenbergowi, ale po konflikcie z oficerami pułku, którzy go nie poparli podał się do dymisji i wyjechał z kraju. W 1887 zamieszkał w Rosji i podjął służbę w armii rosyjskiej. W 1890 ukończył studia w Nikołajewskiej Akademii Sztabu Generalnego. Służył w 21 dywizji piechoty w Tyflisie, był także wykładowcą szkoły piechoty w Tyflisie.

## Powrót do Bułgarii
W okresie normalizacji stosunków rosyjsko-bułgarskich w 18989 Dikow powrócił do Bułgarii, już w randze podpułkownika. Służył w sztabie 3 bałkańskiej dywizji piechoty w Sliwenie, a następnie w sztabie generalnym. W maju 1905 uzyskał pierwszy awans na stopień generalski i dowództwo nad 6 wraczańską dywizją piechoty. W marcu 1907 objął stanowisko szefa sztabu armii, które pełnił do listopada, kiedy został mianowanym komendantem szkoły wojskowej w Sofii. W 1909 objął stanowisko szefa intendentury armii bułgarskiej.

## Wojny bałkańskie
W czasie I wojny bałkańskiej gen. Dikow zajmował się organizacją zaplecza armii. W czerwcu 1913 objął dowództwo 4 Armii. Zwyciężył wojska serbskie w bitwie pod Kalimanci, a następnie dowodził prawą flanką armii bułgarskiej w bitwie z Grekami w wąwozie Kresna. 2 września 1913 przeszedł do rezerwy.
Zmarł 5 maja 1928 w Sofii.

## Awanse
- podporucznik (Подпоручик) (1879)
- porucznik  (Поручик) (1882)
- kapitan  (Kапитан) (1885)
- major  (Майор) (1885)
- podpułkownik  (Подполковник) (1893)
- pułkownik  (Полковник) (1900)
- generał major  (Генерал-майор) (1905)
- generał porucznik (Генерал-лейтенант) (1913)

## Odznaczenia
- Order Waleczności 2. i 3. st. II klasy
- Order Świętego Aleksandra II stopnia z mieczami i III stopnia
- Order Zasługi Wojskowej II stopnia